# Українські митці у світі
«Українські митці у світі. Матеріали до історії українського мистецтва XX ст.» — україномовна книга мистецтвознавця Галини Стельмащук, що містить творчі біографії українських художників діаспори. Наукова редакція — Львівська національна академія мистецтв. Надрукована львівським видавництвом «Апріорі» в 2013 році. Обсяг — 520 сторінок. Наклад — 1 000 примірників.
Статті про художників подані в алфавітному порядку. Книга розрахована перш за все на студентів і викладачів художніх навчальних закладів та всіх, хто цікавиться українським мистецтвом.

## Список митців, представлених у книзі
1. Азовський Микола
2. Анастазієвський Микола
3. Андрусів Петро
4. Андрієнко-Нечитайло Михайло
5. Антонович Катерина
6. Архипенко Олександр
7. Бабич Андрій
8. Баб'як Лілія
9. Баляс Володимир
10. Барабаш Михайло
11. Барановський Адріян
12. Бачинський Володимир
13. Бідняк Микола
14. Божемський Богдан
15. Борачок Северин
16. Брилинська Наталія
17. Букоємська Ірина
18. Булавицький Олекса
19. Бутович Микола
20. Буцманюк Юліан
21. Валенюк Наталя
22. Валенюк Олег
23. Віктюк Юрій
24. Вижницький Ярослав
25. Вирста Темістокль
26. Гарасовська-Дачишин Марія
27. Гніздовський Яків
28. Головацький Богдан
29. Гординський Святослав
30. Горняткевич Дем'ян
31. Грищенко Олекса
32. Гутиря Олександр
33. Гуцалюк Любослав
34. Дараган Андрій
35. Дмитренко Михайло
36. Дольницька-Недбаль Марія
37. Зєлик Ірина
38. Зарицька-Омельченко Софія
39. Іськів Лариса
40. Капшученко Петро
41. Карась Іван
42. Кейван Іван
43. Кирилюк Артемій
44. Кишакевич-Качалуба Христина
45. Климко Олександр
46. Коваль Роман
47. Козак Едвард
48. Козак Юрій
49. Коломиєць Анатоль
50. Колотай Олег
51. Кравченко Петро
52. Креховецький Яків
53. Кричевський Василь Григорович
54. Кричевський Федір Григорович
55. Кричевський Микола
56. Кричевський Василь (молодший)
57. Кричевська-Росандич Катерина
58. Крук Григорій
59. Крушельницький Ярослав (Славко)
60. Кудрик Христина
61. Кузьма Любомир
62. Курилик Василь (William)
63. Куриця-Ціммерман Христина
64. Курок Ігор Любомир
65. Лазірко Іван
66. Ласовський Володимир
67. Лісовський Роберт
68. Лісовська Зоя
69. Левицька Софія
70. Левицький Мирон
71. Лесюк Олег
72. Литвиненко Сергій
73. Лопата Павло
74. Луцик Володимир
75. Мадей Ірина
76. Мазепа Галина
77. Мазурик Омелян
78. Магденко Петро
79. Малюца Антін
80. Макаренко Володимир
81. Макаренко Сергій
82. Мегик Петро
83. Мельниченко Степан
84. Ментух Андрій
85. Мирош Михайло
86. Михайлів Юхим
87. Мокрицький Ювеналій Йосиф
88. Молодожанин Леонід
89. Мороз Михайло
90. Морозова Людмила
91. Мухин Богдан Микола
92. Наконечна Віра
93. Неділко Микола
94. Немира Володимир
95. Немира Катерина
96. Новаківська Галина
97. Новосільський Юрій
98. Носик Ірина
99. Оленська-Петришин Аркадія
100. Оленська Христина
101. Омельченко Петро
102. Онишкевич Зиновій
103. Осадца Ірма
104. Осійчук Михайло
105. Павлось Антін
106. Паладій Ярослав
107. Пачовський Борис
108. Пачовський Роман
109. Пилипенко Міртала
110. Певний Богдан
111. Перебийніс Василь
112. Поліщук Ігор
113. Поліщук Микола
114. Пономаренко Володимир
115. Перейма Ака (Богумила)
116. Прибиткова Марина
117. Радиш Мирослав
118. Рожок Степан
119. Сімянців Валентин
120. Сеньків Христина
121. Сидоренк Петро
122. Скорупський Юрій
123. Сомко Надія
124. Стадник Ярослав
125. Стебельський Богдан
126. Стеців Степан
127. Стиранка Марія
128. Стрельников Володимир
129. Теліжин Омелян
130. Титла Богдан
131. Трохименко Клим
132. Хандон Іван
133. Хасевич Ніл
134. Холодний Петро Іванович (старший)
135. Холодний Петро Петрович (молодший)
136. Хмелюк Василь
137. Черешньовський Михайло
138. Шолдра Діонізій
139. Шрамченко Микола
140. Шухевич Ірина
141. Мороз (Шумська) Ірина
142. Швець Микола
143. Шум-Стебельська Аріадна